# Podprefektura Iburi
Podprefektura Iburi (jap. 胆振総合振興局 Iburi-sōgō-shinkō-kyoku) – podprefektura w Japonii, na wyspie Hokkaido. Podprefektura ma powierzchnię 3 697,22 km². W 2020 r. mieszkały w niej 382 354 osoby, w 180 810 gospodarstwach domowych  (w 2010 r. 416 289 osób, w 183 730 gospodarstwach domowych) .
Początkowo, w 1897 r. została utworzona jako podprefektura Muroran, lecz w 1922 r. jej nazwa została zmieniona na podprefekturę Iburi. 

## Podział administracyjny
W skład podprefektury wchodzą 4 większe miasta (shi) i 7 mniejszych (chō).
| Nazwa               | Nazwa                   | Nazwa          | Powierzchnia (km²) | Ludność | Kod jednostki | Mapa |
| Polska nazwa        | Rōmaji                  | Kanji          | Powierzchnia (km²) | Ludność | Kod jednostki | Mapa |
| ------------------- | ----------------------- | -------------- | ------------------ | ------- | ------------- | ---- |
| Abira               | Abira-chō               | 安平町         | 237,16             | 7 340   | 01585         |      |
| Atsuma              | Atsuma-chō              | 厚真町         | 404,61             | 4 432   | 01581         |      |
| Date                | Date-shi                | 伊達市         | 444,21             | 32 826  | 01233         |      |
| Mukawa              | Mukawa-chō              | むかわ町       | 711,36             | 7 651   | 01586         |      |
| Muroran (stolica)   | Muroran-shi             | 室蘭市         | 81,01              | 82 383  | 01205         |      |
| Noboribetsu         | Noboribetsu-shi         | 登別市         | 212,21             | 46 391  | 01230         |      |
| Shiraoi             | Shiraoi-chō             | 白老町         | 425,64             | 16 212  | 01578         |      |
| Sōbetsu             | Sōbetsu-chō             | 壮瞥町         | 205,01             | 2 743   | 01575         |      |
| Tomakomai           | Tomakomai-shi           | 苫小牧市       | 561,57             | 170 113 | 01213         |      |
| Tōyako              | Tōyako-chō              | 洞爺湖町       | 180,87             | 8 442   | 01584         |      |
| Toyoura             | Toyoura-chō             | 豊浦町         | 233,57             | 3 821   | 01571         |      |
| Podprefektura Iburi | Iburi-sōgō-shinkō-kyoku | 胆振総合振興局 | 3 697,22           | 382 354 | 01570         |      |